# Наусодское староство
Наусодское староство (лит. Nausodžio seniūnija) — одно из 11 староств Плунгеского района, Тельшяйского уезда Литвы. Административный центр — деревня Варкаляй.

## География
Расположено на западе Литвы, в юго-западной части Плунгеского района, на Западно-Жемайтском плато Жемайтской возвышенности
Граничит с Шатейкяйским и Бабрунгским староствами на севере, Плунгеским городским — на северо-востоке, Сталгенайским — на востоке и юге, Куляйским — на юге и западе, и Картянским староством Кретингского района — на западе.
Общая площадь Наусодского староства составляет 81,5 км², из которых: 60,3 км² занимают сельскохозяйственные угодья, 12,4 км² — леса и 8,8 км² — прочее.

## Население
Наусодское староство включает в себя 17 деревень.